# The Brotherhood
The Brotherhood (с англ. — «Братство») — двенадцатый студийный альбом немецкой метал-группы Running Wild, выпущенный 25 февраля 2002 года лейблами GUN Records и BMG.

## Тексты и музыка
| Оценки критиков | Оценки критиков |
| Источник        | Оценка          |
| --------------- | --------------- |
| Laut.de         | 2/5             |
| Play            | [ 3 ]           |
| Rock Hard       | 6.0/10.0        |

Тексты песен альбома посвящены антивоенной тематике («Crossfire» и «Detonator»), излюбленным лидером группы Рольфом «Рок-н-Рольфом» Каспареком пиратам («Pirate Song»), а также злоключениям персонажей фильмов ужасов («Dr. Horror» и «The Ghost»). Название инструментальной композиции «Siberian Winter» (с англ. — «Сибирская зима») свидетельствует об устойчивом интересе Каспарека к истории России.
В открывающей альбом песне «Welcome to Hell» используется излюбленная музыкальная тема лидера Running Wild, отсылающая к русской народной песне «Светит месяц».

## Коммерческий успех
В марте 2002 года The Brotherhood достиг 23-го места в немецком хит-параде.

## Список композиций
Слова и музыка всех композиций — Рольф «Рок-н-Рольф» Каспарек.
| №   | Название                         | Длительность |
| --- | -------------------------------- | ------------ |
| 1.  | «Welcome to Hell»                | 4:33         |
| 2.  | «Soulstrippers»                  | 4:45         |
| 3.  | «The Brotherhood»                | 6:46         |
| 4.  | «Crossfire»                      | 4:25         |
| 5.  | «Siberian Winter» (Instrumental) | 6:25         |
| 6.  | «Detonator»                      | 3:49         |
| 7.  | «Pirate Song»                    | 3:14         |
| 8.  | «Unation»                        | 5:46         |
| 9.  | «Dr. Horror»                     | 4:50         |
| 10. | «The Ghost»                      | 10:20        |

| №   | Название    | Длительность |
| --- | ----------- | ------------ |
| 11. | «Powerride» | 4:23         |
| 12. | «Faceless»  | 4:27         |

## Участники записи
- Рольф «Рок-н-Рольф» Каспарек — вокал, гитары
- Петер Пихль — бас-гитара, бэк-вокал (7, 8)
- Анджело Сассо — ударные
- Ральф Новы — бэк-вокал (7, 8)